# Lena Warnstetten (Film)
Lena Warnstetten ist ein deutsches Stummfilmmelodram aus dem Jahre 1925 von Erich Eriksen mit Grete Reinwald in der Titelrolle sowie Wilhelm Dieterle und Carl Auen in den männlichen Hauptrollen. Der Geschichte liegt der gleichnamige Liebesroman (1916) von Hedwig Courths-Mahler zugrunde.

## Handlung
Der alte Baron von Warnstetten hat schon immer über seine Verhältnisse gelebt und durch seine Verschwendungs- und Vergnügungssucht die Familie nahezu um Haus und Hof gebracht. Alles ist verschuldet, selbst seiner Gattin Mitgift wurde von ihm verprasst. Um zu retten, was zu retten ist, verlangt er von seiner braven Tochter Lena, dass sie den ungeliebten und ihr zutiefst unsympathischen Freiherr von Borkenhagen, einen wohlhabenden Gutsbesitzer und Dosenfabrikanten, ehelicht. Nicht für ihren Vater, der ihr im Leben zu keiner Zeit wahre Liebe entgegengebracht hatte, sondern ausschließlich für die geliebte, kränkelnde Mutter lässt sie sich darauf ein und ist bereit, Borkenhagen zu heiraten, obwohl ihr Herz dem feschen, aber armen Heinz von Romitten gehört. Dessen Gut ist mindestens genauso verschuldet wie das der Warnstettens. Lena verlangt von ihrem Vater, dass er einer letzte Unterredung mit Romitten zustimmt, um Heinz vor der anstehenden Eheschließung die Gründe für ihre Entscheidung klarzumachen.
Heinz ist entsetzt darüber, dass Lena offensichtlich beider Liebe zueinander zu verraten gedenkt. Eine genaue Begründung für ihren Schritt darf sie nicht geben, da ihr Vater meint, dass dies seine Ehre beflecken würde. Der alte Warnstetten teilt seinem Schwiegersohn in spe, Franz von Borkenhagen, mit, dass seine Tochter nunmehr endlich bereit sei, ihn zu heiraten. Es kommt zur Eheschließung, doch ausgerechnet am Hochzeitstag entfällt der einzige Grund, den Lena hatte, den verhassten Baron zu heiraten: Ihre heißgeliebte Mutter, die es nicht ertragen konnte, dass sich Lena mit der Heirat für sie opferte, stirbt aus Gram! Blank vor Entsetzen stürzt Lena aus dem Haus, mit der Absicht, sich stummfilmgerecht ins Seewasser zu stürzen, um dort ihrem wie sie glaubt verpfuschten Leben ein Ende zu bereiten. Doch sie wird von ihrer Verzweiflungstat abgehalten. Lange muss sie nicht warten, da segnet auch ihr Gatte das Zeitliche. Nun endlich ist Lena frei für das gemeinsame Glück mit ihrem Heinz von Romitten.

## Produktionsnotizen
Lena Warnstetten entstand in der zweiten Jahreshälfte 1924 oder im Frühwinter 1924/25 und passierte die Filmzensur am 3. März 1925. Die Uraufführung des sechsaktigen, 2026 Meter langen Films erfolgte vermutlich wenig später.
Karl Elzer, ein Schwiegersohn der Vorlageautorin Hedwig Courths-Mahler, war in der Nebenrolle des Prinz Ludwig zu sehen. Prof. Max Frick entwarf die Filmbauten.

## Kritiken
Paimann’s Filmlisten resümierte: „Das Sujet ist entsprechend seinem Vorwurfe recht harmlos, nichtsdestoweniger aber ansprechend gearbeitet, Aufmachung und Photos gut, Darstellung passabel.“